# Maogamalcha
Maogamalcha  fou una fortalesa de Mesopotàmia propera a Ctesifont que fou atacada i conquerida per Julià l'Apòstata. L'esmenta Zòsim. Estava fortificada i ben defensada.